# جاش مگنیس
جاش مگنیس (انگلیسی: Josh Magennis؛ زادهٔ ۱۵ اوت ۱۹۹۰) بازیکن فوتبال اهل بریتانیا است.
از باشگاه‌هایی که در آن بازی کرده‌است می‌توان به باشگاه فوتبال کیلمارنوک، باشگاه فوتبال سنت میرن، باشگاه فوتبال کاردیف سیتی، باشگاه فوتبال گریمزبی تاون، و باشگاه فوتبال آبردین اشاره کرد.